# قرار مجلس الأمن التابع للأمم المتحدة رقم 1957
قرار مجلس الأمن التابع للأمم المتحدة رقم 1957، الذي تم تبنيه بالإجماع في 15 ديسمبر 2010، بعد الاعتراف بالتطورات الإيجابية في العراق منذ اعتماد القرار 661 (1990)، رفع المجلس العقوبات المتعلقة بأسلحة الدمار الشامل والصواريخ الباليستية طويلة المدى وحيازة أسلحة نووية.
القرار 1957، إلى جانب القرار 1956 (2010) و1958 (2010)، أنهى بعض القيود الرئيسية المفروضة على العراق. ومع ذلك، ظلت مطالب العراق بحل الخلافات مع الكويت. رأس الاجتماع رفيع المستوى نائب رئيس الولايات المتحدة جو بايدن.

## القرار

### أعمال
وبموجب الفصل السابع من ميثاق الأمم المتحدة، أنهى المجلس تدابير أسلحة الدمار الشامل والقذائف والتدابير المدنية ذات الصلة بالأسلحة النووية المفروضة بموجب القرارين 687 (1991) و707 (1991). وحث العراق على التصديق على معاهدة الحظر الشامل للتجارب النووية والبروتوكول الإضافي لاتفاق الضمانات الشاملة. وذكر المجلس أنه سيستعرض التقدم الذي أحرزه العراق في غضون عام.